# Members Only, Vol. 1
Members Only, Vol. 1 è il primo EP del rapper statunitense XXXTentacion con i Members Only, pubblicato il 20 aprile 2015.

## Antefatti
Nel 2014, XXXTentacion conobbe Ski Mask the Slump God durante la sua prima detenzione in un carcere minorile. Grazie al supporto di Ski Mask, XXXTentacion riuscì a pubblicare la sua prima canzone intitolata Vice City nella piattaforma online SoundCloud. Nello stesso periodo, Ski Mask, allora membro dei Very Rare, ottenne la fiducia di XXXTentacion e lo fece entrare nel suo gruppo, che lo accolsero prima di sciogliersi. Nel 2015, i due rapper idearono un collettivo musicale chiamato Members Only, con l'aiuto di Wifisfuneral e Craig Xen. L'uscita dell'EP ha segnato l'inizio di un'amicizia reciproca poiché nel corso degli anni hanno continuato a mostrare le loro diversità, collaborando sempre in più brani assieme. In questo progetto, i due artisti hanno mostrato la loro versatilità poiché il materiale di cui è composto varia tra un approccio hip hop classico a brani più pesanti, che si sarebbero presto trasformati nello stile di XXXTentacion.

## Tracce
1. RestInPussy (XXXTentacion) – 2:00 (testo: Jahseh Onfroy – musica: Willie G)
2. Amy Winehouse (XXXTentacion) – 2:01 (testo: Jahseh Onfroy – musica: Willie G)
3. Gxd Damn (XXXTentacion ft. Ski Mask the Slump God) – 2:34 (testo: Stokeley Goulbourne, Jahseh Onfroy – musica: XXXTentacion)
4. Freddy vs. Jason (XXXTentacion ft. Ski Mask the Slump God) – 1:43 (testo: Stokeley Goulbourne, Jahseh Onfroy – musica: Willie G)
5. FUXK (XXXTentacion ft. Ski Mask the Slump God) – 2:40 (testo: Stokeley Goulbourne, Jahseh Onfroy – musica: XXXTentacion, Willie G)
6. Planet Drool (Ski Mask the Slump God ft. XXXTentacion) (testo: Stokeley Goulbourne – musica: XXXTentacion, Willie G)